# Filaret (Vozněsenskij)
Svatý Metropolita Filaret Newyorský (světským jménem Georgij Nikolajevič Voznesenskij, 22. března 1903 v Kursku, Rusko – 21. listopadu 1985 v New Yorku) byl prvním hierarchou ruské pravoslavné církve v zahraničí od roku 1964 až do své smrti 21. listopadu 1985.
V roce 1930 byl vysvěcen na jáhna (diákona) a v roce 1931 na kněze. Sloužil v čínském Charbinu (1931-1947), Trojroříčí (1947-1949), poté znovu v Charbinu (1949-1962). V letech 1945-1962 byl duchovním Moskevského patriarchátu. V roce 1962 odešel z Číny do Austrálie a připojil se k Ruské pravoslavné církvi v zahraničí (ROCOR). Dne 26. května 1963 byl vysvěcen na biskupa v Brisbane a byl ustanoven vikárním biskupem eparchie Austrálie a Nového Zélandu. Dne 27. května 1964 byl jako historicky nejmladší biskup zvolen prvním hierarchou ROCOR. Léta, kdy Metropolita Filaret stál v čele ROCOR, se stala obdobím důležitých rozhodnutí, včetně anathematizace Lenina a pronásledovatelů pravoslaví (1970), kanonizace rodiny Mikuláše II. a nových mučedníků (1981), odsouzení ekumenismu jakožto hereze (1983). Ruská zahraniční církev se znatelně distancovala od světového pravoslaví, přiblížila se starostylním pravoslavným.

## Život

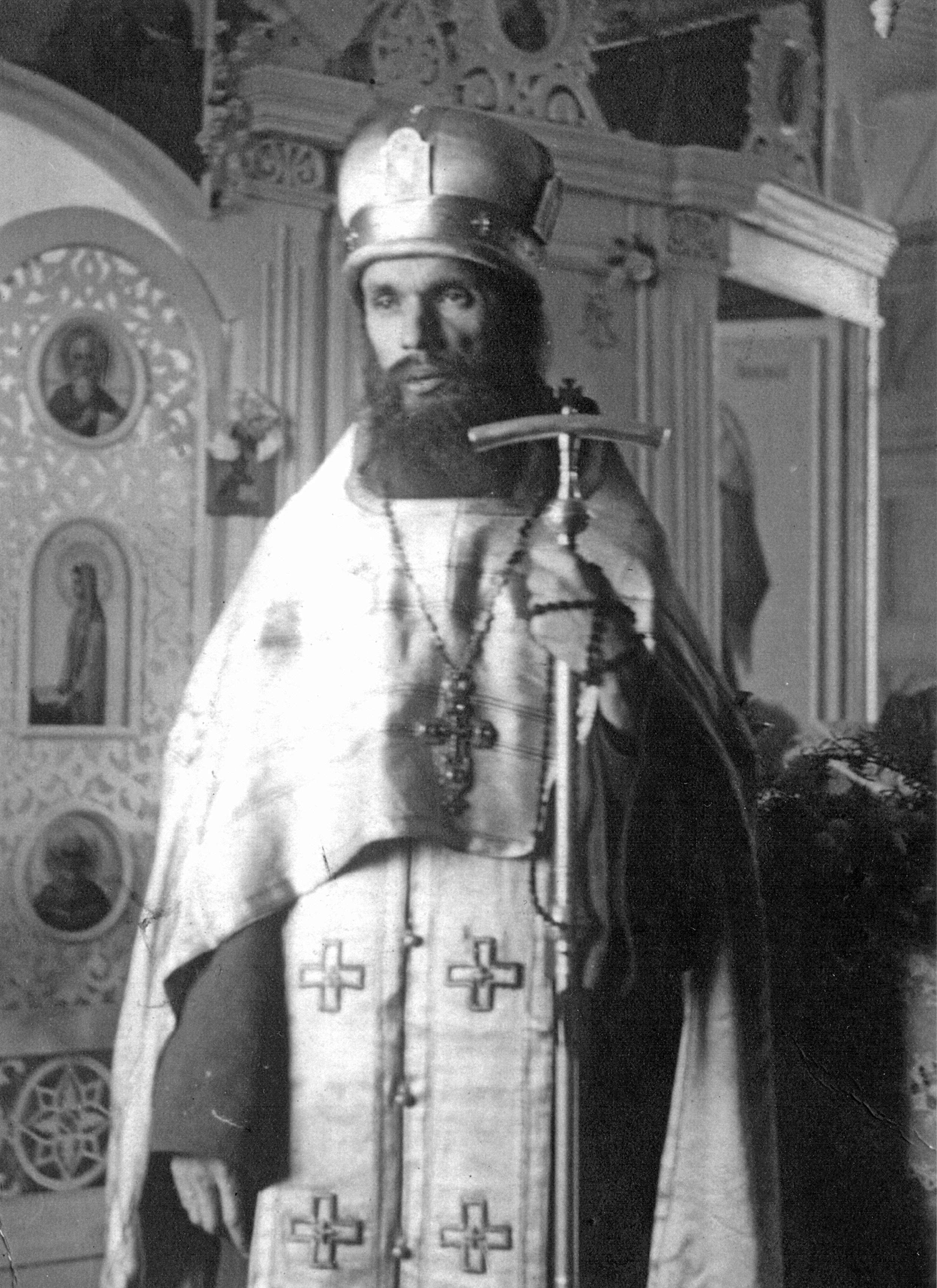
Archimandrita Filaret v liturgickém rouchu (Charbin, 1953)

Georgij Voznesenskij se narodil 22. března 1903 v ruském Kursku do rodiny kněze, otce Nikolaje Voznesenského a jeho manželky Lydie. V roce 1909 se jeho rodina přestěhovala do Blagoveščensku na řece Amur na Sibiři.
V roce 1920 Georgij absolvoval místní gymnázium. Později v roce 1920, uprostřed ruské občanské války, se jeho rodina přestěhovala do Charbinu v Mandžusku.
V roce 1921 zemřela jeho matka a jeho otec přijal postřižení na mnicha se jménem Dimitrij. Dimitrij se později stal arcibiskupem z Hailaru. Zemřel v roce 1947 krátce poté, co se repatrioval do Sovětského svazu.
Během pobytu v Charbinu, se Georgij Voznesensky nechal zapsat na Rusko-čínský polytechnický institut, kde v roce 1927 promoval jako elektromechanik.
Dne 18. května 1930 byl vysvěcen na jáhna (diákona). Dne 4. ledna 1931 byl vysvěcen na jeromonacha. Dne 12. prosince 1931 byl postřižen, a přijal mnišské jméno Filaret.  V roce 1931 absolvoval Univerzitu svatého Vladimíra. Brzy poté vstoupil do pastoračních a teologických kurzů v Institutu svatého knížete Vladimíra. V roce 1933 byl povýšen na igumena a v roce 1937 do hodnosti archimandrity. Během tohoto období byl také profesorem Nového zákona, pastorační teologie a homiletiky na Univerzitě sv. Vladimíra.
V polovině roku 1945, poté, co komunistické čínské a sovětské síly převzaly Mandžusko na konci druhé světové války, archimandrita Filaret zůstal s věřícími v Mandžusku, ale důrazně odmítl všechny pokusy přimět jej, aby přijal sovětský pas. Navzdory komunistickým úřadům a jejich nátlaku, držel zvyk po bohoslužbách zapalování sovětských cestovních pasů. Dále neohroženě odsuzoval ateistické komunisty, kteří pronásledovali souvěrce v SSSR. Jeho zjevné a výrazně protikomunistické postoje jej vystavily velkému osobnímu nebezpečí. Jejich nenávist k němu vyústila v pokus ho zaživa upálit v jeho klášterní cele. Utekl, ale utrpěl těžké popáleniny.
V době po převzetí moci komunisty v Číně ruské obyvatelstvo hromadně opouštělo zemi a usazovalo se většinou na západním pobřeží Spojených států, nebo v Austrálii. Biskupská synoda ROCOR, vědoma si jeho nesmiřitelného postoje vůči komunismu a sovětské vládě, se od roku 1953 snažila zachránit archimandritu Filareta z Číny.  Teprve v roce 1962 mohl archimandrita Filaret přicestovat do Hong Kongu. Přes své antikomunistické názory a pověst zpovědníka  musel archimandrita Filaret činit pokání, že od roku 1945 spadá pod jurisdikci Moskevského patriarchátu, a také podepsat „kajícné prohlášení“ ve formě stanovené Biskupskou radou z ROCORu. Toto prohlášení bylo schváleno 29. března 1962 na zasedání synodu ROCOR.  Do Sydney dorazil 3. dubna 1962.  Odtud archimandrita Filaret rychle odcestoval do Brisbane v Austrálii, kde se usadilo mnoho z jeho věřících, které znal již z Mandžuska.
Dne 22. října téhož roku na Radě biskupů ROCOR, kam přijel arcibiskup Savva, byl archimandrita Filaret navržen na jmenování biskupem do brazilské diecéze, ale arcibiskup Savva začal trvat na tom, aby byl archimandrita Filaret ponechán v Austrálii a jmenován vikárním biskupem australské diecéze s titulem biskupa z Brisbane. Arcibiskup Savva připomněl biskupům svůj špatný zdravotní stav a považoval archimandritu Filareta za svého možného nástupce, zejména proto, že mnoho farníků v Austrálii znalo a respektovalo archimandritu Filareta a vzpomínalo na jeho službu v Charbinu. Rada souhlasila se Savvovou žádostí a bylo rozhodnuto vysvětit archimandritu Filareta na vikárního biskupa pro Austrálii.
Dne 24. května 1963 byl v biskupské rezidenci v Croydonu archimandrita Filaret jmenován biskupem. Nominaci provedli: arcibiskup Savva (Rajevskij), jeho vikář biskup Anthony (Medveděv) a hierarcha Konstantinopolského ekumenického patriarchátu biskup Dionysius (Psiahas)  z Nazianzu. Archimandrita Filaret byl vysvěcen jako biskup z Brisbane, vikář australské diecéze arcibiskupem Savvou a biskupem Anthonym z Melbourne 26. května 1963. Biskup Dionysius se zúčastnil, ale nekoncelebroval.  Jak se zdravotní stav arcibiskupa Savvy stále více zhoršoval, převzali část jeho povinností vikární biskupové Anthony a Filaret.
Na počátku 60. let 20. století vypukla v ROCORu konfrontace mezi příznivci arcibiskupa Jana Sanfranciského (Maximoviče, později svatořečeného) a příznivci arcibiskupa Nikona (Rklitského), kteří byli považováni za nejpravděpodobnější kandidáty na pozici prvního hierarchy. Konflikt byl živen 2 různými vizemi mise ROCOR: příznivci svatého Jana viděli ROCOR otevřený pro každého a byli připraveni v některých případech obětovat rituál a kalendář, zatímco zástupci opačné strany byli nakloněni vidět ROCOR jako strukturu, jejímž hlavním úkolem bylo zachovat ruské tradice. Lišily se i názory na církevní správu: Svatý Jan a jeho příznivci chápali sobornost jako živoucí fungující základ církevní existence, zatímco příznivci arcibiskupa Nikona vlastně vystupovali jako obránci předrevolučního synodálního systému, který v podmínkách emigrace znamenalo diktát úřadu Svatého synodu.  7. února 1964 metropolita Anastasius oznámil své přání odejít do důchodu kvůli svému vysokému věku a zdravotnímu stavu.  Skutečným účelem jeho odchodu byla touha kontrolovat volbu svého nástupce s pomocí vlastní pravomoci na základě respektu ostatních hierarchů i kléru zabránit otřesům, konfliktům a případnému rozdělení uvnitř ROCOR.
Dne 27. května 1964 na biskupské radě odchází 90letý metropolita Anastasius (Gribanovský) do důchodu.  Hlasy odevzdané pro arcibiskupa Jana Sanfranciského a pro arcibiskupa Nikona byly rozděleny téměř stejně. Žádná ze stran nechtěla připustit volbu protikandidáta.  Aby se první hierarcha dostal z obtížné situace, poradil biskupům, aby zvolili „neutrálního“ biskupa, který nepatří k žádné z církevních stran a nejlépe mladého. Nejvhodnějším kandidátem byl svěcením nejmladší biskup — biskup Filaret z Brisbane, jehož kandidaturu navrhl arcibiskup Jan Sanfranciský. Aby se vyhnul rozkolu, prohlásil, že svou kandidaturu stáhne, pokud většina bude hlasovat pro biskupa Filareta. Arcibiskupové Nikon (Rklitsky) a Averky (Taushev) učinili totéž. Na konci hlasování byl metropolita Anastasius požádán, aby buď schválil volbu biskupa Filareta, nebo aby zůstal ve funkci. Metropolita odmítl druhý návrh a souhlasil s rozhodnutím Rady zvolit nového prvního hierarchu.
Dne 31. května 1964 se v synodálním chrámovém kostele Znamení uskutečnilo jeho představení. Po liturgii za účasti všech hierarchů byla metropolitovi Filaretovi nasazena bílá kamilávka, náležící metropolitům a arcibiskup Jan (Maximovič) ze San Francisca jako nejstarší hierarcha mu předal vedení a na metropolitu Anastasia byla položena druhá panagia.
Svatý metropolita Filaret po celou dobu svého působení otevřeně mluvil o pronásledování, vraždění a mučení věřících v Sovětském svazu, které naopak oficiální představitelé moskevského patriarchátu popírali. Nikdy neuznal moskevský patriarchát za kanonického a svobodného představitele Ruské pravoslavné církve.
Věcně připomínkoval Společné prohlášení katolíků a pravoslavných z roku 1965.
Metropolita Filaret sloužil jako první hierarcha ROCOR jedenadvacet let. Zesnul 21. listopadu 1985 a byl pohřben na hřbitově u chrámu Zesnutí Přesvaté Bohorodice (Panny Marie).

## Svatořečení
V listopadu 1998 se posvátný synod rozhodl přenést relikvie metropolity Filareta do nové hrobky pod oltářem katedrály Nejsvětější Trojice v Jordanville v New Yorku. Když byla jeho hrobka otevřena, bylo zjištěno, že jeho relikvie jsou neporušené.
Metropolita Filaret Newyorský byl svatořečen (kanonizován) několika církevními skupinami, které odvozují svou posloupnost od ROCOR (k roku 2033 4x).
Ve dnech 19. – 20. května 2001 byl Metropolita Filaret oslaven (svatořečen) Svatou pravoslavnou církví v Severní Americe („Bostonský synod“).
Dne 30. dubna 2003 byl metropolita Filaret svatořečen Ruskou pravoslavnou autonomní církví.
Dne 20. listopadu 2008 byl metropolita Filaret svatořečen (nezávislou) ruskou pravoslavnou církví v zahraničí v čele s metropolitou Agathangelem (Paškovským).
Dne 23. října 2009 byl metropolita Filaret svatořečen ve skytu Proměnění Páně ruskou pravoslavnou církví v zahraničí v čele s arcibiskupem Vladimirem (Tselischevem).
V roce 2012 založila Východoamerická diecéze Ruské pravoslavné církve v zahraničí v čele s metropolitou Hilarionem (Kapralem) výbor, který má posoudit možnost svatořečení Metropolity Filareta Newyorského.

## Patrocinium
Svatému Filaretovi Newyorskému, novému vyznavači, je zasvěceno několik chrámů. V České republice se nachází Kaple svatých andělů a Filareta, nového vyznavače v Praze v ulici Kováků čp. 18.